# Боржигантайське сільське поселення
Боржиганта́йське сільське поселення (рос. Боржигантайское сельское поселение) — сільське поселення у складі Могойтуйського району Забайкальського краю Росії.
Адміністративний центр та єдиний населений пункт — село Боржигантай.

## Населення
Населення сільського поселення становить 852 особи (2019; 1003 у 2010, 1166 у 2002).